# Bing Maps
Bing Maps (ранее назывался Live Search Maps, Windows Live Maps, Windows Live Local, MSN Virtual Earth) — картографический сервис Microsoft, часть портала Bing.
Изначально создан в декабре 2005 как Windows Live Local на базе технологий Microsoft MapPoint и TerraServer. В ноябре 2006 добавился 3D режим, продукт был переименован в «Live Search Maps» и интегрирован в портал Live Search. В июне 2009 стал называться Bing Maps, а платформа Virtual Earth получила название Bing Maps for Enterprise.
В 2012 году оценивался comScore как 3-й по посещаемости картографический портал в США, уступая только Google Maps и MapQuest. Отмечался рост количества посетителей.